# 宇納佑
宇納 佑（うのう たすく、1959年4月23日 - ）は、岐阜生まれの日本の俳優。早稲田大学在学中より演劇活動を始める。卒業後、私立京華学園中学高等学校で国語科教員として教壇に立つ。1989年より劇団ラッパ屋所属。別名は宇納侑玖。
映画・TVドラマ・声優・CMなどに脇役ながら多数出演。
ラッパ屋主催の舞台劇『裸でスキップ』などスカイパーフェクTV!で放映中（2004年）。

## 出演

### テレビドラマ
フジテレビ
- アフリカの夜 第8話~第11話 福井県警捜査員
- 小市民ケーン 医師
- 危険な関係
- ブランド編集長
- 新・お水の花道
- アンティーク 〜西洋骨董洋菓子店〜 第4話 大林
- 非婚家族 サラリーマン
- スタアの恋
- ショムニFINAL 第1話 スーツ男
- ショムニ新春ドラマスペシャル
- 救命病棟24時スペシャル 医師
- スチュワーデス刑事6 捜査員
- 花村大介（2000年） - 島村武 役
- 実録 福田和子
- ビッグマネーStock2（2002年4月18日）岡田
- DOUBLE SCORE 第11話（2002年12月17日） 秘書
- ダイヤモンドガール 第10話（2003年6月11日） 医師
- めだか（2004年） - 明日香の父 役
- アットホーム・ダッド（2004年） - 河合部長 役
- ワンダフルライフ（2004年） - 安藤一臣 役
- 離婚弁護士（2004年）
- 君が想い出になる前に（2004年） 相葉
- ラストクリスマス 第1話（2004年10月11日） プロデューサー
- 金曜エンタテイメント「サラリーマン刑事 第4作」（2004年3月5日）
- 僕と彼女と彼女の生きる道 第9話・和解（2004年3月2日） 男性調査員
- 1リットルの涙（2005年） - 佐々木医師 役
- ヒミツの花園 第2話（2007年1月16日） 警察官
- 麗しき鬼 第63話、第64話（2007年） 医師
- 花ざかりの君たちへ第12話（最終話・2007年9月18日）教員
- パーフェクト・リポート 第9話、第10話（2010年）局長
- 金曜プレステージ「名司会者・寿鶴子 殺人スピーチ」 - 相馬定夫 役
- ドラマチックサンデー「dinner」 医師
- リーガルハイ（2013年） - 徳永光一郎 役
- すべてがFになる（2014年） - 真賀田佐千郎 役
- デート（2015年）  医師
- リスクの神様（2015年）医師
- トレース～科捜研の男～（2019年）教頭
- トドメの接吻 第1話 乗馬倶楽部会員
- アンフェア「ダブルミーニング」 海上保安庁指揮官谷原

TBSテレビ
- 青の時代 教師
- LIVE - 永山先生 役
- 独身生活 刑事
- 週末婚 医師
- 昔の男 会社員
- 年下の男 第1話 浅沼
- エ・アロール（2003年） - 河村医師 役
- 漫画家真行寺華美の殺人レシピ1・2 編集者
- 月曜ミステリー劇場
  - 「自治会長・糸井緋芽子社宅の事件簿1」（2001年） - 五十嵐和弘 役
  - 「弁護士 朝吹里矢子3 放火殺人の謎」（2003年10月20日）
  - 「ホステス探偵4 銀座高級クラブでママさん連続殺人！次はお前だ…写真が獲物を告知！謎を解く鍵はダイヤモンドの時計」（2002年3月11日）
- 月曜ゴールデン
  - 「捜査指揮官 水城さや3」（2015年） - 原田園長 役
- ぐっどあふたぬ〜ん 会社員
- 新・天までとどけ 警察官
- すずがくれた音 第21話、第25話、第27話 吉崎
- MR.BRAIN - 滝本秘書 役
- 官僚たちの夏 繊維業者
- 特上カバチ!!第9話 サギ師があなたを狙ってる（2010年3月14日） - 宇佐見秘書 役
- IQ246〜華麗なる事件簿〜 無線係

日本テレビ
- ストレートニュース 第1~第10話 報道局員
- 愛犬ロシナンテの災難 大会役員
- 明日があるさ 町工場社長
- レッゴー永田町 警備員
- ナースマン 運送業者
- 本家のヨメ 医師
- 東京庭付き一戸建て
- 平成夫婦茶碗
- よい子の味方 〜新米保育士物語〜（2003年） - 宮本篤 役
- ぼくの魔法使い ホテルフロントマン
- ラストプレゼント - 市職員 役
  - 第3話 逢えない 孤独（2004年7月21日）
  - 第7話 二人の母 秘密（2004年8月18日）
- 受験の神様
- OLにっぽん
- クレオパトラな女たち（2012年） - 市井克也 役
- 雲の階段（2014年） - 宇佐美典夫 役
- 火曜サスペンス劇場
  - 「監察医・室生亜季子 第26作・日焼けした死体〜日なたから日陰に死体を移動した犯人の大誤算〜」（1999年10月5日） - 島崎医師 役
  - 「街の医者・神山治郎3」（2002年） - 長谷川医師 役
- イノセンス_冤罪弁護士（2019年） - 鳥羽健 役
- THE突破ファイル 東京マラソン篇（2019年）- 竹下真澄 役
- 美食探偵 明智五郎（2020年） - 小早川紗英の父 役
- 逃亡医F 第3話（2022年1月29日）
- Dr.チョコレート 第4話（2023年5月13日）- 橋爪政孝 役
- 新空港占拠 第7話 - 最終話（2024年2月24日 - 2024年3月16日） - 丸亀洋一 役

テレビ朝日
- 安楽椅子探偵（1999年） - 羽島進次郎 役
- はぐれ刑事純情派
  - 第12シリーズ（1999年） 第3話「犬と暮らす鎌倉夫人の嫉妬!? 嫌われた女」
  - 第13シリーズ（2000年） - 加藤孝雄 役
  - （2003年） - 有田一郎 役
  - （2004年） - 飯田康一 役
- 特命係長 只野仁 - 加藤局長 役
- 雨と夢のあとに（2005年） - 桂川弁護士 役
- ただいま満室 ホテル客
- es 危険な扉 -愛を手錠で繋ぐ時-
- おばあちゃま、壊れちゃったの?
- 相棒
  - Season7（2008年）
  - Season10（2011年）
  - Season16（2018年） - 山脇重弘 役
  - Season21（2022年） - 前島正造 役
- 交通巡査鉄兵
- 土曜ワイド劇場
  - 「検事・朝日奈耀子・第2作・東京－伊豆稲取温泉 時間差13分の完全犯罪トリック！」（2004年9月25日）
  - 「科学捜査研究所・文書鑑定の女2」（2004年） ‐ 山室浩 役
  - 「拘置所の女医・第1作・塀の中の女たち 裏の顔 白衣の天使VSセレブ妻 盗撮された連続殺人の瞬間とキャベツの謎」（2011年） - 高山哲 役
- 京都地検の女（2010年） ‐ 滝本弁護士 役
- 緊急取調室（2014年） - 重盛秀雄 役
- 特捜9 スペシャル（2019年） - 武上義男 役

テレビ東京
- 新春時代劇 宮本武蔵 - 野州川安兵衛 役
- 多摩南署たたき上げ刑事・近松丙吉 1  - 桃井刑事 役
- 「犯罪交渉人ゆり子・第3作・鳥羽・答志島に、ゆり子監禁！」（2004年2月18日）

NHK
- 夢見る葡萄 大使館員野村
- 功名が辻 (NHK大河ドラマ)（2006年） - 安藤守就 役
- 天地人 (NHK大河ドラマ)（2009年）
- 芙蓉の人（2014年） - 筑紫守 役
- 花燃ゆ（2015年）
- 女の中にいる他人（2017年） - 岩瀬厚一郎 役
- 夢食堂の料理人〜1964東京オリンピック選手村物語〜（2019年） - 徳永医師 役
- これは経費で落ちません!（2019年） - 土井謙介 役
- 正義の天秤 Season2 第3話（2023年） - 裁判長 役
- アイドル誕生 輝け昭和歌謡（2023年）

BSフジ
- BARレモン・ハート（2015年） 内田

WOWOW
- 震度0（2007年） - 黒木刑事 役
- カッコウの卵は誰のもの（2016年） - 森下幸彦 役
- 石つぶて〜外務省機密費を暴いた捜査二課の男たち〜（2017年） - 東京地方裁判所裁判長
- コールドケース_〜真実の扉〜（2017年） - 神奈川県警本部長
- ミラー・ツインズ シーズン2（2019年） - 磐田正 役

### 映画
- ガメラ2 レギオン襲来 輸送ヘリCH-47の機長
- のど自慢 ［大阪ラプソディー」をデュエットするバス運転手
- 雨あがる
- リング0 劇団員
- EKIDEN 大会役員
- 冷静と情熱のあいだ 産婦人科医
- エイプリルフールズ 医師
- MW-ムウ 銀行専務森野
- 龍三と七人の子分たち 医師

吹き替え
- 走れケリー
- チヤームド
- グースバンプス モンスターと秘密の書
- シェルビーの事件ファイル
- Go!Go!ジェット
- カンフー・プリンセス・ウェンディー・ウー
- 刑事フォイル

### CM
- ベビースターラーメン
- 東芝Rupo
- アクサニチダン生命
- 日興證券ベストバランス
- 三井住友銀行
- 読売新聞
- ナムコミュージアム
- トステム リフォームマジック
- キリン一番搾り
- アリコジャパン まもりたい
- 須藤石材
- ライオン スマイル40プレミアム
- シマダヤ 本うどん
- セールス・ロボティクス
- Ｐ＆Ｇ ジレット「TRYへのスイッチ」
- トヨタ アルファード（ナレーション）
- スバル インプレッサワゴン（ナレーション）
- 講談社（ナレーション）
  - 週刊 鉄道の旅（1～50号）
  - 天魔ゆく空（真保裕一著）
  - 幸福の哲学（岸見一郎著）
  - 良い加減に生きる 歌いながら考える深層心理（きたやまおさむ・前田重治著）
- みずほフィナンシャル銀行（ナレーション） 他

### 舞台
- 妻の家族
- あしたのニュース
- 裸でスキップ
- 斉藤幸子
- 凄い金魚
- 阿呆浪士
- はなしづか 他[1]
- ストーンズ
- シンス 果てしない二人
- エンディングノート